# BAFTA-díj a legjobb debütálásnak (brit forgatókönyvíró, filmrendező vagy producer)
A legjobb debütálásnak (brit forgatókönyvíró, filmrendező vagy producer) járó BAFTA-díjat a British Academy of Film and Television Arts (BAFTA) osztja ki 1988 óta minden évben. Olyan brit forgatókönyvírókat, filmrendezőket és filmproducereket ismernek el vele, akiknek első filmjük az adott évben került az egyesült királyságbeli mozikba.
A díjat Carl Foreman forgatókönyvíró-producer emlékének szentelik, akiről 1999 és 2009 között a díj a nevét is kapta.

## Győztesek és jelöltek
Győztes személy
Megjegyzés: Az "Év" oszlop az értékelt filmek bemutatásának évét jelzi, a tényleges díjátadó ceremóniát a következő évben rendezték meg.

### 1990-es évek
| Szerelem és halál Long Islanden           | Love and Death on Long Island       | Richard Kwietniowski |
| Hétszer 24                                | Twenty Four Seven                   | Shane Meadows        |
| A nevelőnő                                | The Governess                       | Sandra Goldbacher    |
| A Ravasz, az Agy és két füstölgő puskacső | Lock, Stock and Two Smoking Barrels | Matthew Vaughn       |
| 1999 53. gála                             |                                     |                      |
| Patkányfogó                               | Ratcatcher                          | Lynne Ramsay         |
|                                           | Human Traffic                       | Justin Kerrigan      |
| A Kelet az Kelet                          | East Is East                        | Ayub Khan-Din        |
| Lottózsonglőrök                           | Waking Ned                          | Kirk Jones           |

### 2000-es évek
| Év | Magyar cím                        | Eredeti cím                                                                                   | Jelölt(ek) | Ref. |
| --- | --------------------------------- | --------------------------------------------------------------------------------------------- | ---------- | ---- |
| 2000 (54. gála) |                                   |                                                                                               |            |      |
| Az utolsó menedék | Last Resort                       | Paweł Pawlikowski                                                                             | [ 4 ]      |      |
| Billy Elliot | Billy Elliot                      | Stephen Daldry                                                                                | [ 4 ]      |      |
| Billy Elliot | Billy Elliot                      | Lee Hall                                                                                      | [ 4 ]      |      |
| Fűbenjáró bűn | Saving Grace                      | Mark Crowdy                                                                                   | [ 4 ]      |      |
| Hangok | Some Voices                       | Simon Cellan Jones                                                                            | [ 4 ]      |      |
| Carl Foreman-díj brit rendező, forgatókönyvíró vagy producer különleges teljesítményért – első nagyjátékfilm (Carl Foreman Award for Special Achievement by a British Director, Writer or Producer in their first Feature Film) |                                   |                                                                                               |            |      |
| 2001 (55. gála) |                                   |                                                                                               |            |      |
| Vőlegény nyúlcipőben | Jump Tomorrow                     | Joel Hopkins és Nicola Usborne (író/rendező/producer)                                         | [ 5 ]      |      |
| Gosford Park | Gosford Park                      | Julian Fellowes (író)                                                                         | [ 5 ]      |      |
| Éjjel-nappal fiatalok | Late Night Shopping               | Jack Lothian (író)                                                                            | [ 5 ]      |      |
| Széfbe zárt igazság | The Parole Officer                | Steve Coogan és Henry Normal (író)                                                            | [ 5 ]      |      |
| | South West 9                      | Richard Parry (társíró/rendező)                                                               | [ 5 ]      |      |
| Sinatra árnyékában | Strictly Sinatra                  | Ruth Kenley-Letts (producer)                                                                  | [ 5 ]      |      |
| 2002 (56. gála) |                                   |                                                                                               |            |      |
| A harcos | The Warrior                       | Asif Kapadia (társíró/rendező)                                                                | [ 6 ]      |      |
| | AKA                               | Duncan Roy (író/rendező)                                                                      | [ 6 ]      |      |
| | Christie Malry's Own Double-Entry | Simon Bent (író)                                                                              | [ 6 ]      |      |
| La Mancha elveszett lovagja | Lost in La Mancha                 | Lucy Darwin (producer)                                                                        | [ 6 ]      |      |
| 2003 (57. gála) |                                   |                                                                                               | [ 6 ]      |      |
| Az élet csókja | Kiss of Life                      | Emily Young (író/rendező)                                                                     | [ 7 ]      |      |
| | American Cousins                  | Sergio Casci (író)                                                                            | [ 7 ]      |      |
| Leány gyöngy fülbevalóval | Girl with a Pearl Earring         | Peter Webber (rendező)                                                                        | [ 7 ]      |      |
| A királyt megölni… | To Kill a King                    | Jenny Mayhew (író)                                                                            | [ 7 ]      |      |
| 2004 (58. gála) |                                   |                                                                                               | [ 7 ]      |      |
| | A Way of Life                     | Amma Asante (író/rendező)                                                                     | [ 8 ]      |      |
| | AfterLife                         | Andrea Gibb (író)                                                                             | [ 8 ]      |      |
| Kedves Frankie | Dear Frankie                      | Shona Auerbach (rendező)                                                                      | [ 8 ]      |      |
| Torta | Layer Cake                        | Matthew Vaughn (rendező)                                                                      | [ 8 ]      |      |
| Haláli hullák hajnala | Shaun of the Dead                 | Nira Park (producer)                                                                          | [ 8 ]      |      |
| 2005 (59. gála) |                                   |                                                                                               |            |      |
| Büszkeség és balítélet | Pride & Prejudice                 | Joe Wright (rendező)                                                                          | [ 9 ]      |      |
| | Everything                        | Richard Hawkins (rendező)                                                                     | [ 9 ]      |      |
| | Festival                          | Annie Griffin (író/rendező)                                                                   | [ 9 ]      |      |
| A kutyákat lelövik, ugye? | Shooting Dogs                     | David Belton                                                                                  | [ 9 ]      |      |
| | Tsotsi                            | Peter Fudakowski (producer)                                                                   | [ 9 ]      |      |
| 2006 (60. gála) |                                   |                                                                                               |            |      |
| | Red Road                          | Andrea Arnold (rendező)                                                                       | [ 10 ]     |      |
| | Black Sun                         | Gary Tarn (rendező)                                                                           | [ 10 ]     |      |
| Londonból Brightonba | London to Brighton                | Paul Andrew Williams (rendező)                                                                | [ 10 ]     |      |
| Az utolsó hóhér | Pierrepoint                       | Christine Langan (producer)                                                                   | [ 10 ]     |      |
| | Rollin' with the Nines            | Julian Gilbey (rendező)                                                                       | [ 10 ]     |      |
| 2007 (61. gála) |                                   |                                                                                               |            |      |
| Control | Control                           | Matt Greenhalgh (író)                                                                         | [ 11 ]     |      |
| | Taking Liberties                  | Chris Atkins (író/rendező)                                                                    | [ 11 ]     |      |
| | Scott Walker: 30 Century Man      | Mia Bays (producer)                                                                           | [ 11 ]     |      |
| A muszlim asszony | Brick Lane                        | Sarah Gavron (rendező)                                                                        | [ 11 ]     |      |
| John Lennon meggyilkolása | The Killing of John Lennon        | Andrew Piddington (író/rendező)                                                               | [ 11 ]     |      |
| 2008 (62. gála) |                                   |                                                                                               |            |      |
| Éhség | Hunger                            | Steve McQueen (író/rendező)                                                                   | [ 12 ]     |      |
| Mamma Mia! | Mamma Mia!                        | Judy Craymer (producer)                                                                       | [ 12 ]     |      |
| Ember a magasban | Man on Wire                       | Simon Chinn (producer)                                                                        | [ 12 ]     |      |
| Az idő és a város | Of Time and the City              | Roy Boulter és Sol Papadopoulos (producer)                                                    | [ 12 ]     |      |
| Rémbo fia | Son of Rambow                     | Garth Jennings (író)                                                                          | [ 12 ]     |      |
| Kiemelkedő debütálás brit írótól, rendezőtől vagy producertől (Outstanding Debut by a British Writer, Director or Producer) |                                   |                                                                                               |            |      |
| 2009 (63. gála) |                                   |                                                                                               |            |      |
| Hold | Moon                              | Duncan Jones (író/rendező)                                                                    | [ 13 ]     |      |
| Vizsga | Exam                              | Stuart Hazeldine (író/rendező/producer)                                                       | [ 13 ]     |      |
| Mugabe és a fehér afrikai | Mugabe and the White African      | Lucy Bailey és Andrew Thompson (rendező) Elizabeth Morgan Hemlock és David Pearson (producer) | [ 13 ]     |      |
| John Lennon – A fiatal évek | Nowhere Boy                       | Sam Taylor-Wood (rendező)                                                                     | [ 13 ]     |      |
| | Shifty                            | Eran Creevy (író/rendező)                                                                     | [ 13 ]     |      |

### 2010-es évek
| Év                          | Magyar cím                  | Eredeti cím                                                                       | Jelölt(ek) | Ref. |
| --------------------------- | --------------------------- | --------------------------------------------------------------------------------- | ---------- | ---- |
| 2010 (64. gála)             |                             |                                                                                   |            |      |
| Négy Oroszlán               | Four Lions                  | Chris Morris (író/rendező)                                                        | [ 14 ]     |      |
|                             | The Arbor                   | Clio Barnard (rendező) és Tracy O'Riordan (producer)                              | [ 14 ]     |      |
| Kijárat az ajándékbolton át | Exit Through the Gift Shop  | Banksy (rendező) és Jaimie D'Cruz (producer)                                      | [ 14 ]     |      |
|                             | Monsters                    | Gareth Edwards (író/rendező)                                                      | [ 14 ]     |      |
|                             | Skeletons                   | Nick Whitfield (író/rendező)                                                      | [ 14 ]     |      |
| 2011 (65. gála)             |                             |                                                                                   |            |      |
| Tirannoszaurusz             | Tyrannosaur                 | Paddy Considine (rendező) és Diarmid Scrimshaw (producer)                         | [ 15 ]     |      |
| Idegen arcok                | Attack the Block            | Joe Cornish (rendező)                                                             | [ 15 ]     |      |
|                             | Black Pond                  | Tom Kingsley és Will Sharpe (rendező) Sarah Brocklehurst (producer)               | [ 15 ]     |      |
| Coriolanus                  | Coriolanus                  | Ralph Fiennes (rendező)                                                           | [ 15 ]     |      |
|                             | Submarine                   | Richard Ayoade (rendező)                                                          | [ 15 ]     |      |
| 2012 (66. gála)             |                             |                                                                                   |            |      |
| Az imposztor                | The Imposter                | Bart Layton (rendező) és Dimitri Doganis (producer)                               | [ 16 ]     |      |
|                             | I Am Nasrine                | Tina Gharavi (író/rendező)                                                        | [ 16 ]     |      |
|                             | McCullin                    | David Morris (rendező) és Jacqui Morris (rendező/producer)                        | [ 16 ]     |      |
| Muppets                     | The Muppets                 | James Bobin (rendező)                                                             | [ 16 ]     |      |
|                             | Wild Bill                   | Dexter Fletcher (író/rendező) és Danny King (író)                                 | [ 16 ]     |      |
| 2013 (67. gála)             |                             |                                                                                   |            |      |
|                             | Kelly + Victor              | Kieran Evans (író/rendező)                                                        | [ 17 ]     |      |
| Csak saját felelősségre     | For Those in Peril          | Paul Wright (író/rendező) és Polly Stokes (producer)                              | [ 17 ]     |      |
|                             | Good Vibrations             | Colin Carberry és Glenn Patterson (író)                                           | [ 17 ]     |      |
| Banks úr megmentése         | Saving Mr. Banks            | Kelly Marcel (író)                                                                | [ 17 ]     |      |
|                             | Shell                       | Scott Graham (író/rendező)                                                        | [ 17 ]     |      |
| 2014 (68. gála)             |                             |                                                                                   |            |      |
| Büszkeség és bányászélet    | Pride                       | Stephen Beresford (író) és David Livingstone (producer)                           | [ 18 ]     |      |
|                             | ’71                         | Gregory Burke (író) és Yann Demange (rendező)                                     | [ 18 ]     |      |
|                             | Kajaki                      | Paul Katis (rendező/producer) és Andrew de Lotbiniere (producer)                  | [ 18 ]     |      |
|                             | Lilting                     | Hong Khaou (író/rendező)                                                          | [ 18 ]     |      |
|                             | Northern Soul               | Elaine Constantine (író/rendező)                                                  | [ 18 ]     |      |
| 2015 (69. gála)             |                             |                                                                                   |            |      |
| A sivatagon át              | Theeb                       | Naji Abu Nowar (író/rendező) és Rupert Lloyd (producer)                           | [ 19 ]     |      |
| Ex Machina                  | Ex Machina                  | Alex Garland (rendező)                                                            | [ 19 ]     |      |
|                             | Second Coming               | Debbie Tucker Green (író/rendező)                                                 | [ 19 ]     |      |
| A túlélő                    | The Survivalist             | Stephen Fingleton (író/rendező)                                                   | [ 19 ]     |      |
| Szíriai love story          | A Syrian Love Story         | Sean McAllister (rendező/producer) és Elhum Shakerifar (producer)                 | [ 19 ]     |      |
| 2016 (70. gála)             |                             |                                                                                   |            |      |
|                             | Under the Shadow            | Babak Anvari (író/rendező) Emily Leo, Oliver Roskill és Lucan Toh (producer)      | [ 20 ]     |      |
| Kiéhezettek                 | The Girl with All the Gifts | Mike Carey (író/rendező) és Camille Gatin (producer)                              | [ 20 ]     |      |
|                             | The Hard Stop               | George Amponsah (rendező) és Dionne Walker (producer)                             | [ 20 ]     |      |
|                             | Notes on Blindness          | Pete Middleton és James Spinney (rendező), Jo-Jo Ellison (producer)               | [ 20 ]     |      |
|                             | The Pass                    | John Donnelly (író) és Ben A Williams (rendező)                                   | [ 20 ]     |      |
| 2017 (71. gála)             |                             |                                                                                   |            |      |
| Nem vagyok boszorkány       | I Am Not a Witch            | Rungano Nyoni (író/rendező) és Emily Morgan (producer)                            | [ 21 ]     |      |
|                             | The Ghoul                   | Gareth Tunley (író/rendező/producer) Jack Healy Guttman és Tom Meeten (producer)  | [ 21 ]     |      |
|                             | Jawbone                     | Johnny Harris (író/producer) és Thomas Napper (rendező)                           | [ 21 ]     |      |
|                             | Kingdom of Us               | Lucy Cohen (rendező)                                                              | [ 21 ]     |      |
|                             | Lady Macbeth                | Alice Birch (író), William Oldroyd (rendező) és Fodhla Cronin O'Reilly (producer) | [ 21 ]     |      |
| 2018 (72. gála)             |                             |                                                                                   |            |      |
| Vadállat                    | Beast                       | Michael Pearce (író/rendező) és Lauren Dark (producer)                            | [ 22 ]     |      |
|                             | Apostasy                    | Daniel Kokotajilo (író/rendező)                                                   | [ 22 ]     |      |
| Kambodzsai tavasz           | A Cambodian Spring          | Chris Kelly (író/rendező/producer)                                                | [ 22 ]     |      |
|                             | Pili                        | Leanne Welham (író/rendező) és Sophie Harman (producer)                           | [ 22 ]     |      |
| Ray és Liz                  | Ray & Liz                   | Richard Billingham (író/rendező) és Jacqui Davies (producer)                      | [ 22 ]     |      |
| 2019 (73. gála)             |                             |                                                                                   |            |      |
|                             | Bait                        | Mark Jenkin (író/rendező), Kate Byers és Lynn Waite (producer)                    | [ 23 ]     |      |
| Kislányomnak, Samának       | For Sama                    | Waad Al-Khateab (rendező/producer) és Edward Watts (rendező)                      | [ 23 ]     |      |
| Szűzkéz                     | Maiden                      | Alex Holmes (rendező)                                                             | [ 23 ]     |      |
| Csak te                     | Only You                    | Harry Wootliff (író/rendező)                                                      | [ 23 ]     |      |
|                             | Retablo                     | Alvaro Delgado-Aparicio (író/rendező)                                             | [ 23 ]     |      |

### 2020-as évek
| Év                            | Magyar cím                        | Eredeti cím                                                                           | Jelölt(ek) | Ref. |
| ----------------------------- | --------------------------------- | ------------------------------------------------------------------------------------- | ---------- | ---- |
| 2020 (74. gála)               |                                   |                                                                                       |            |      |
| Kinek a háza?                 | His House                         | Remi Weekes (író/rendező)                                                             | [ 24 ]     |      |
| A sors kitérője               | Limbo                             | Ben Sharrock (író/rendező) és Irune Gurtubai (producer)                               | [ 24 ]     |      |
|                               | Moffie                            | Jack Sidney (író/producer)                                                            | [ 24 ]     |      |
|                               | Rocks                             | Theresa Ikoko és Claire Wilson (író)                                                  | [ 24 ]     |      |
| Megszállott Megváltás         | Saint Maud                        | Rose Glass (író/rendező), Oliver Kassman (producer)                                   | [ 24 ]     |      |
| 2021 (75. gála)               |                                   |                                                                                       |            |      |
| A vadnyugat törvényei szerint | The Harder They Fall              | Jeymes Samuel (író/rendező)                                                           | [ 25 ]     |      |
| Szerelem után                 | After Love                        | Aleem Khan (író/rendező)                                                              | [ 25 ]     |      |
| Forráspont                    | Boiling Point                     | James Cummings (író) és Hester Ruoff (producer)                                       | [ 25 ]     |      |
|                               | Keyboard Fantasies                | Posy Dixon (író/rendező) és Liv Proctor (producer)                                    | [ 25 ]     |      |
| A látszat ára                 | Passing                           | Rebecca Hall (író/rendező)                                                            | [ 25 ]     |      |
| 2022 (76. gála)               |                                   |                                                                                       |            |      |
| Volt egyszer egy nyár         | Aftersun                          | Charlotte Wells (író/rendező)                                                         | [ 26 ]     |      |
|                               | Blue Jean                         | Georgia Oakley (író/rendező) és Hélène Sifre (producer)                               | [ 26 ]     |      |
|                               | Electric Malady                   | Marie Lidén (rendező)                                                                 | [ 26 ]     |      |
| Minden jót, Leo Grande        | Good Luck to You, Leo Grande      | Katy Brand (író)                                                                      | [ 26 ]     |      |
|                               | Rebellion                         | Elena Sánchez Bellot és Maia Kenworthy (rendező)                                      | [ 26 ]     |      |
| 2023 (77. gála)               |                                   |                                                                                       |            |      |
|                               | Earth Mama                        | Savanah Leaf (író/rendező/producer), Shirley O'Connor és Medb Riordan (producer)      | [ 27 ]     |      |
|                               | Blue Bag Life                     | Lisa Selby (rendező), Rebecca Lloyd-Evans (rendező/producer) és Alex Fry (producer)   | [ 27 ]     |      |
| Bobi Wine: A nép elnöke       | Bobi Wine: The People's President | Christopher Sharp (rendező)                                                           | [ 27 ]     |      |
| Hogyan szexeljünk             | How to Have Sex                   | Molly Manning Walker (író/rendező)                                                    | [ 27 ]     |      |
|                               | Is There Anybody Out There?       | Ella Glendining (rendező)                                                             | [ 27 ]     |      |
| 2024 (78. gála)               |                                   |                                                                                       |            |      |
| Kneecap                       | Kneecap                           | Rich Peppiatt (író/rendező)                                                           | [ 27 ]     |      |
| A Majomember                  | Monkey Man                        | Dev Patel (rendező)                                                                   | [ 27 ]     |      |
| Kincs                         | Hoard                             | Luna Csrmoon (rendező/író)                                                            | [ 27 ]     |      |
|                               | Santosh                           | Sandhya Suri (rendező/író), James Bowsher (producer) és Balthazar De Ganay (producer) | [ 27 ]     |      |
|                               | Sister Midnight                   | Karan Kandhari (rendező/író)                                                          | [ 27 ]     |      |

## Fordítás
- Ez a szócikk részben vagy egészben  a   BAFTA Award for Outstanding Debut by a British Writer, Director or Producer című angol Wikipédia-szócikk ezen változatának fordításán alapul.  Az eredeti cikk szerkesztőit annak laptörténete sorolja fel. Ez a jelzés csupán a megfogalmazás eredetét és a szerzői jogokat jelzi, nem szolgál a cikkben szereplő információk forrásmegjelöléseként.